# Agnese da Mosto

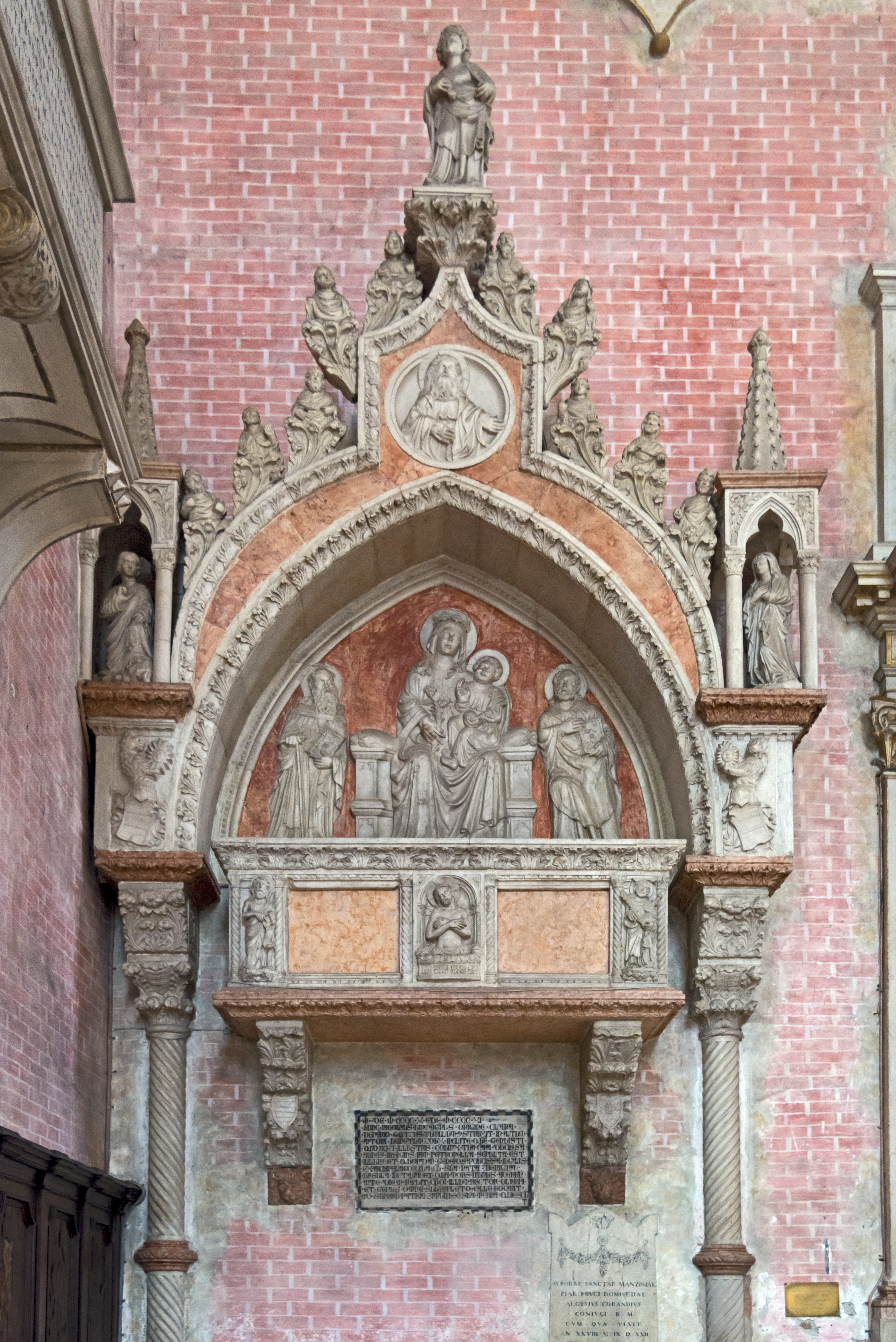
Filippo di Domenico (bl. 1394–1423): Grabmal der Agnesina da Mosto Venier in San Zanipolo, ebenso wie ihrer Töchter Orsola Venier († 1471) und Petronilla de Toco

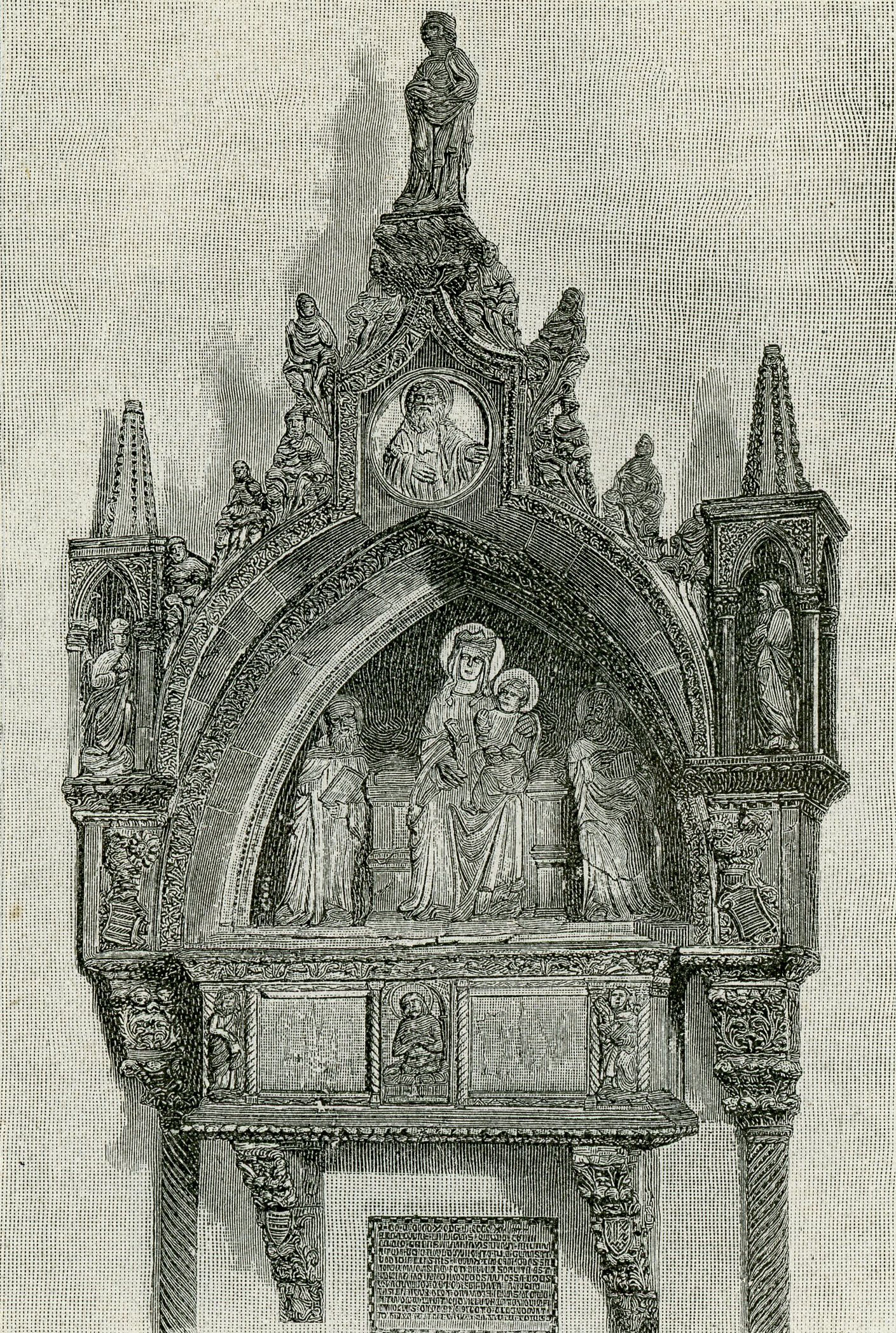
Dasselbe Grabmal in einer Publikation des Jahres 1902

Agnese da Mosto, auch Agnesina († nach 1410 in Venedig), war durch die Ehe mit dem venezianischen Dogen Antonio Venier, der am 13. Januar 1383 sein Amt antrat, bis zu dessen Tod am 23. November 1400 Dogaressa der Republik Venedig. Sie erhielt ein eigenes Grabmal in der Kirche San Zanipolo, unweit desjenigen ihres Ehemanns, nach dem sie auch Agnese da Mosto Venier hieß.

## Leben
Agnese da Mosto war die Tochter des Francesco da Canciano. Sie heiratete Antonio Venier, mit dem sie mindestens sieben Kinder hatte, nämlich Alvise (Lodovico), Giacomo, der eine Tochter des Bartolomeo Loredan aus der Gemeinde San Cassan heiratete, dann Nicolò – er heiratete Petronilla, Tochter des Leonardo I. Tocco, Conte von Kefalonia und Duca von Leucade –, Alessandro, dann Chiara, die Maffio Lion aus der Gemeinde San Giovanni Crisostomo ehelichte, Franceschina – sie ehelichte einen Angehörigen der Familie Gabriele – sowie Valvina, die als einzige ins Kloster, nämlich nach San Zaccaria, ging. Der Genealoge Marco Barbaro nennt einen weiteren Sohn, nämlich einen Benedetto, der, so behauptet der Autor, während Venier Doge war, eine Angehörige der Marcello heiratete.
Alvise, der Erstgeborene, starb 1388 im Gefängnis wegen der schweren Angriffe auf den Patrizier Giovanni dalle Boccole bzw. wegen übler Nachrede gegen dessen Frau. Sein Vater hätte ihn begnadigen können, doch ließ er ihn im Gefängnis, obwohl er dort schwer erkrankt war. So wurde der Doge „berühmt wegen seiner strengen Gerechtigkeitsliebe, die für den des Ehebruches schuldigen Sohn Alvise keine Milderung der Strafe erlaubte“, wie Heinrich Kretschmayr formulierte. Wie um es wieder gutzumachen stattete er dessen unehelichen Sohn Priamo überreichlich aus.
Spekulationen, wie die Mutter darauf reagiert haben mag, setzten früh ein. Agnese da Mosto hörte die Predigten des Giovanni Dominici an bestimmten Feiertagen.
Sie hinterließ vier Testamente. Das erste entstand 1382, dann folgte eines im Jahr 1389, dem in den Jahren 1401 und 1403 zwei weitere folgten. Ihr Mann setzte sie seinerseits am 24. Oktober 1400 in seinem Testament als Nachlassverwalterin ein.
Agnese da Mosto muss wenig später gestorben sein, Pompeo Gherardo Molmenti glaubte, es handle sich um einige Jahre – „sopravisse per qualche anno“. Wie das Grabmal ihres Ehemannes, so wurde auch ihres unter Leitung ihres Sohnes Nicolò Venier errichtet, genau so, wie ihr Testament es vorgesehen hatte, nämlich entweder unterhalb der letzten Ruhestätte Antonio Veniers, oder aber möglichst in der Nähe, wie es auch verwirklicht wurde. Dort ruhen zudem Petronilla, Tochter Leonardos I. Tocco, Conte von Cefalonia und Duca von Leucade, die Witwe des 1383 ermordeten Nicolò II. dalle Carceri, Herzog des Archipelagos, ebenso wie Orsola, die gemeinsame Tochter Agneses und Antonios. Sterbliche Überreste der Petronilla, die mit 1,75 m für ihre Zeit ungewöhnlich groß war, wurden bei den Restaurierungsarbeiten von 1907 angetroffen. Ein regelrechter Staatsakt für die ehemalige Dogaressa dürfte der Beisetzung nicht vorausgegangen sein. Dieser Usus kam erst mit Zilia Dandolo Priuli auf. Das Grabmal wurde wohl 1411 fertiggestellt.